# Trubbsotmossa
Trubbsotmossa (Andreaea alpestris) är en bladmossart som beskrevs av W. P. Schimper in B.S.G. 1855. Trubbsotmossa ingår i släktet sotmossor, och familjen Andreaeaceae. Arten är reproducerande i Sverige. Inga underarter finns listade i Catalogue of Life.